# Esperanzaite
L'esperanzaite è un minerale.

## Etimologia
Prende il nome dalla miniera di La Esperanza, nei pressi della città messicana di Madero, appartenente allo stato di Durango